# Michael Green (tennis)
Michael E. Green, né le 20 février 1937 à Kings Mountain et mort le 23 novembre 2015 à Circleville (Ohio), est un ancien joueur de tennis américain.

## Carrière
Michael Green a atteint en 1957 les quarts de finale du l'Championnat de tennis d'Australie ainsi que les huitièmes de finale à Wimbledon. En 1958, il atteint de nouveau les quarts en Australie, mais aussi les huitièmes à l'US Open.
Il joue deux simples sans enjeu durant la Coupe Davis 1956 : en demi-finale contre l'Italien Nicola Pietrangeli, puis en finale inter-zones contre l'Indien Ramanathan Krishnan. Il est sélectionné pour disputer le Challenge Round face à l'Australie mais il ne joue pas. En 1957, il dispute également un match contre le Brésilien Jose Aguero.